# Art Gallery of South Australia

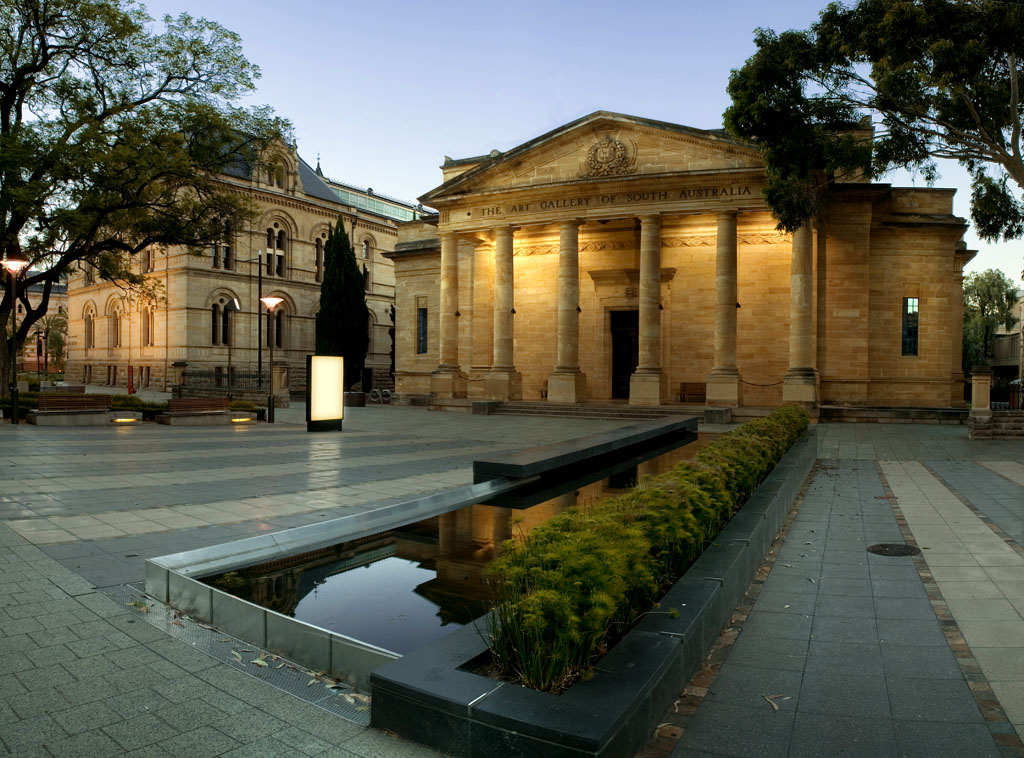
Art Gallery of South Australia (2006).

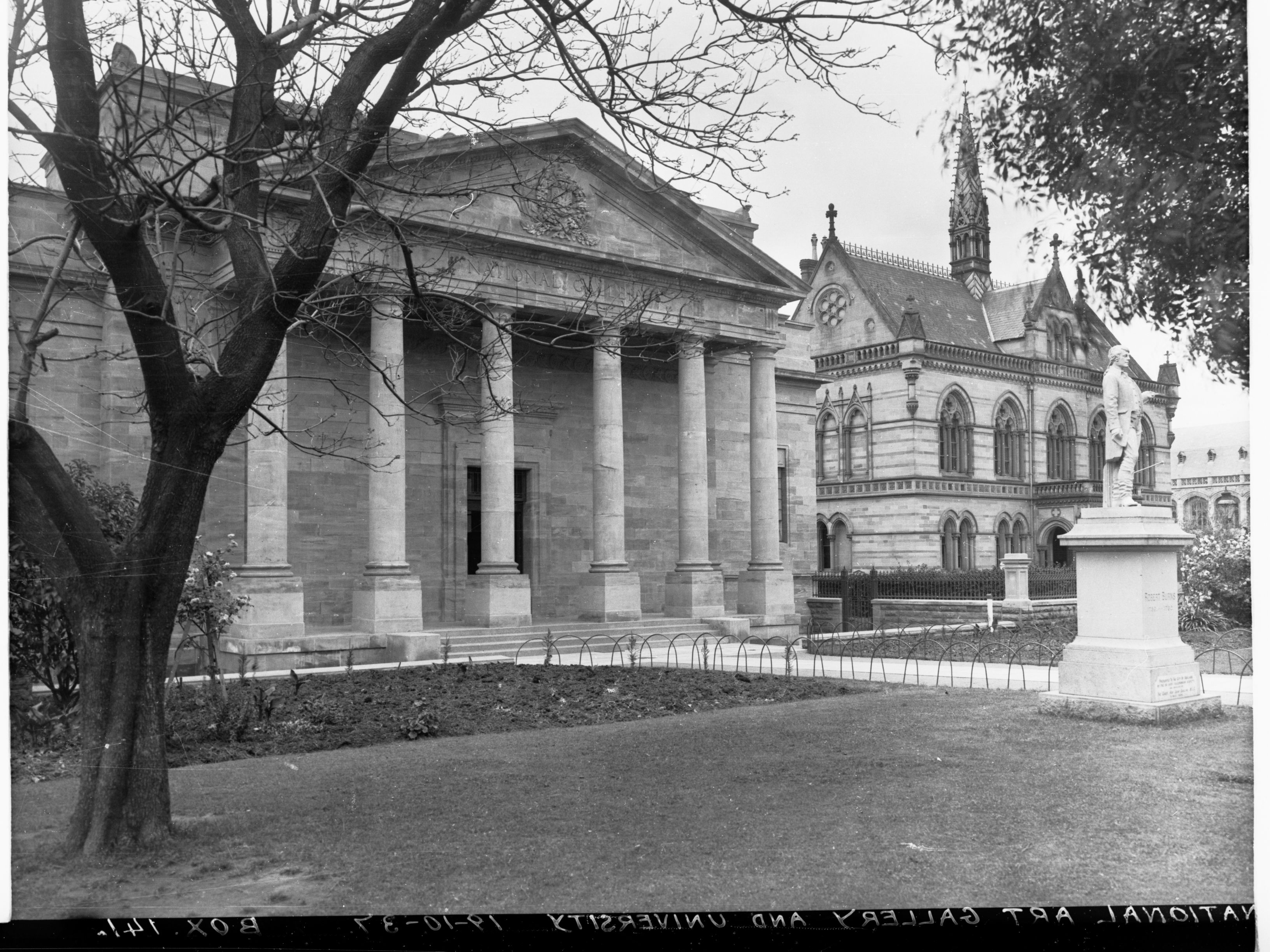
Situatie in 1937.

De Art Gallery of South Australia is een kunstmuseum gevestigd in Adelaide, Zuid-Australië. Het is met 38.000 werken een van de grootste kunstcollecties in Australië.

## Verzameling
De collectie, opgericht in 1881, strekt zich uit van de klassieke Romeinse tijd tot heden. Het omvat planten uit Australië, Europa, Noord-Amerika en Azië. Schilderijen, sculpturen, prenten, foto's, artistiek ontworpen textiel, keramiek, glas- en metaalwerk en juwelen zijn te zien.
De tentoongestelde Australische kunst omvat werken vanaf 1800 en Aboriginal-kunst. Ook is er kunst uit Europa van eind 15e eeuw tot de hedendaagse tijd, kunstwerken uit Groot-Brittannië en twaalf landen in Azië, waaronder Cambodja, de Volksrepubliek China, India, Indonesië, Iran, Japan, Thailand en Vietnam.
In 1922 begon dit kunstmuseum met het verzamelen van fotografie.

## Gebouwen
Het kunstmuseum bestaat sinds 1881 en het eerste gebouw van dit museum opende begin 1900. In 1937 werd de Melrose Wing en een backwing van het gebouw in 1962 aan de achterzijde toegevoegd, evenals de West Wing in maart 1996.
De Art Gallery bevindt zich op North Terrace en vlakbij zijn de State Library of South Australia, het South Australian Museum en de University of Adelaide.